# Eritrea op de Olympische Zomerspelen 2008
Eritrea nam deel aan de Olympische Zomerspelen 2008 in Peking, China.
Eritrea debuteerde op de Zomerspelen in 2000 en deed in 2008 voor de derde keer mee. Eritrea won één medaille op de Olympische Zomerspelen. Deze medaille werd in de atletiek behaald. Zersenay Tadese veroverde op de Spelen van 2004 de bronzen medaille op de 10.000 meter.

## Deelnemers en resultaten

### Atletiek
| Olympiër             | Discipline   | Resultaat | Prestatie                                         |
| -------------------- | ------------ | --------- | ------------------------------------------------- |
| Hais Welday          | 1500m (m)    | 41e       | serie 2: 9de in 3.45,06                           |
| Ali Abdalla          | 5000m (m)    | 22e       | serie 2: 5de in 13.49,68                          |
| Kidane Tadesse       | 5000m (m)    | 10e       | serie 1: 4de in 13.37,72 finale: 10de in 13.28,40 |
| Teklemariam Medhin   | 10000m (m)   | 32e       | 28.54,33                                          |
| Kidane Tadesse       | 10000m (m)   | 11e       | 27.36,11                                          |
| Zersenay Tadesse     | 10000m (m)   | 5e        | 27.05,11                                          |
| Yared Asmerom        | marathon (m) | 8e        | 2:11.11                                           |
| Yonas Kifle          | marathon (m) | 36e       | 2:20.23                                           |
| Tesfayohannes Mesfen | marathon (m) | DNF       | niet gefinisht                                    |
|                      |              |           |                                                   |
| Simret Sultan        | 5000m (v)    | 17e       | serie 1: 8ste in 15.16,25 (NR)                    |
| Nebiat Habtemariam   | marathon (v) | 47e       | 2:37.03                                           |

Afghanistan · Albanië · Algerije · Amerikaanse Maagdeneilanden · Amerikaans-Samoa · Andorra · Angola · Antigua en Barbuda · Argentinië · Armenië · Aruba · Australië · Azerbeidzjan · Bahama's · Bahrein · Bangladesh · Barbados · België · Belize · Benin · Bermuda · Bhutan · Bolivia · Bosnië en Herzegovina · Botswana · Brazilië · Britse Maagdeneilanden · Bulgarije · Burkina Faso · Burundi · Cambodja · Canada · Centraal-Afrikaanse Republiek · Chili · China · Chinees Taipei · Colombia · Comoren · Congo-Brazzaville · Congo-Kinshasa · Cookeilanden · Costa Rica · Cuba · Cyprus · Denemarken · Djibouti · Dominica · Dominicaanse Republiek · Duitsland · Ecuador · Egypte · El Salvador · Equatoriaal-Guinea · Eritrea · Estland · Ethiopië · Fiji · Filipijnen · Finland · Frankrijk · Gabon · Gambia · Georgië · Ghana · Grenada · Griekenland · Groot-Brittannië · Guam · Guatemala · Guinee · Guinee‑Bissau · Guyana · Haïti · Honduras · Hongarije · Hongkong · Ierland · IJsland · India · Indonesië · Irak · Iran · Israël · Italië · Ivoorkust · Jamaica · Japan · Jemen · Jordanië · Kaaimaneilanden · Kaapverdië · Kameroen · Kazachstan · Kenia · Kirgizië · Kiribati · Koeweit · Kroatië · Laos · Lesotho · Letland · Libanon · Liberia · Libië · Liechtenstein · Litouwen · Luxemburg · Macedonië · Madagaskar · Malawi · Malediven · Maleisië · Mali · Malta · Marshalleilanden · Marokko · Mauritanië · Mauritius · Mexico · Micronesië · Moldavië · Monaco · Mongolië · Montenegro · Mozambique · Myanmar · Namibië · Nauru · Nederland · Nederlandse Antillen · Nepal · Nicaragua · Nieuw-Zeeland · Niger · Nigeria · Noord-Korea · Noorwegen · Oeganda · Oekraïne · Oezbekistan · Oman · Oostenrijk · Oost‑Timor · Pakistan · Palau · Palestina · Panama · Papoea-Nieuw-Guinea · Paraguay · Peru · Polen · Portugal · Puerto Rico · Qatar · Roemenië · Rusland · Rwanda · Saint Kitts en Nevis · Saint Lucia · Saint Vincent en Grenadines · Salomonseilanden · Samoa · San Marino · Sao Tomé en Principe · Saoedi-Arabië · Senegal · Servië · Seychellen · Sierra Leone · Singapore · Slovenië · Slowakije · Soedan · Somalië · Spanje · Sri Lanka · Suriname · Swaziland · Syrië · Tadzjikistan · Tanzania · Thailand · Togo · Tonga · Trinidad en Tobago · Tsjaad · Tsjechië · Tunesië · Turkije · Turkmenistan · Tuvalu · Uruguay · Vanuatu · Venezuela · Verenigde Arabische Emiraten · Verenigde Staten · Vietnam · Wit-Rusland · Zambia · Zimbabwe · Zuid-Afrika · Zuid-Korea · Zweden · Zwitserland
Uitgesloten van deelname: Brunei